# Стара Ляля
Стара Ля́ля (рос. Старая Ляля) — селище у складі Новолялинського міського округу Свердловської області.
Населення — 260 осіб (2010, 332 у 2002).
Національний склад населення станом на 2002 рік: росіяни — 93 %.